# Parathyridium collare
Parathyridium collare är en skalbaggsart som beskrevs av Ohaus 1938. Parathyridium collare ingår i släktet Parathyridium och familjen Rutelidae. Inga underarter finns listade i Catalogue of Life.